# Rougeux
Rougeux település Franciaországban, Haute-Marne megyében. Lakosainak száma 114 fő (2022. január 1.). Rougeux Champsevraine, Chaudenay, Fayl-Billot, Haute-Amance és Maizières-sur-Amance községekkel határos.

## Népesség
A település népessége az elmúlt években az alábbi módon változott:
| Lakosok száma | 171  | 128  | 131  | 137  | 116  | 114  | 110  | 104  | 108  | 114  |
|               | 1968 | 1982 | 1990 | 2006 | 2013 | 2015 | 2017 | 2019 | 2020 | 2022 |